# BiSHのキレッキレJAPAN
『BiSHのキレッキレJAPAN』（ビッシュのキレッキレジャパン 英題:KiREKiRE_BiSH）は、2018年12月3日から2019年3月25日までYahoo! JAPANとGYAO!にて配信されていたバラエティ番組。BiSHにとって初の冠番組。

## 概要
楽器を持たないパンクバンド『BiSH』のメンバーが、“日本に存在するキレッキレの場所、人、モノを体を張って毎週体当たりで徹底取材”。身を以て今の日本を伝え、経験値に変えるバラエティー番組。最新回は原則月曜に22時30分より配信。おおむね2週ワンセットでテーマが組まれている。
オープニングテーマはBiSHの持ち歌から週替わりで採用。編集されたプロモーションビデオ（もしくはライブ映像）、オープニングナレーションとともに流される。ナレーターもメンバーが週替わりで担当。インターネット動画サイト「GYAO!」のほか、Yahoo! JAPANトップページでも配信される。全12回予定。最終的に2019年3月25日の第16回まで配信された。

## 出演者
週によってはメンバー全員出演するとは限らない。
- BiSH
  - アイナ・ジ・エンド
  - セントチヒロ・チッチ
  - モモコグミカンパニー
  - ハシヤスメ・アツコ
  - リンリン
  - アユニ・D

固定の進行役はおらず、テーマに基づいた専門家、案内役が進行。このほか番組スタッフがカメラに背を向ける形で出演し、オープニングでのテーマ手渡しのほか、進行役も担う。

## 放送内容
| #  | 配信日         | タイトル                                                         | 企画                     | BiSH出演メンバー                            | その他出演                  |
| -- | -------------- | ---------------------------------------------------------------- | ------------------------ | ------------------------------------------- | --------------------------- |
| 0  | 2018年11月26日 | BiSHのキレッキレJAPAN放送開始！                                  | 予告編                   |                                             |                             |
| 1  | 2018年12月3日  | レコ大新人賞『BiSH』初冠番組！「こんなに体を張ったのは初めて」   | 深海魚漁体験             | アイナ・モモコ・ハシヤスメ                  |                             |
| 2  | 2018年12月10日 | レコ大新人賞『BiSH』初冠番組！「人生の詰まった教科書の味！」     | 深海魚漁体験             | アイナ・モモコ・ハシヤスメ                  |                             |
| 3  | 2018年12月17日 | レコ大新人賞『BiSH』初冠番組！「たくさんのパワーを使いました！」 | 動物専門学校体験         | チッチ・リンリン・アユニ                    | 東京動物専門学校            |
| 4  | 2018年12月28日 | レコ大新人賞『BiSH』初冠番組！「逆に何でそんなに出来るの？」     | 動物専門学校体験         | チッチ・リンリン・アユニ                    | 東京動物専門学校            |
| 5  | 2019年1月7日   | 『BiSH』が高校生女子新体操部に！「やめよう、こんなこと」         | 新体操部体験             | アイナ・チッチ・モモコ ハシヤスメ・アユニ   | 長野県伊那西高校新体操部    |
| 6  | 2019年1月14日  | 『BiSH』が高校生女子新体操部に！「何が起きたかわからない」       | 新体操部体験             | アイナ・チッチ・モモコ ハシヤスメ・アユニ   | 長野県伊那西高校新体操部    |
| 7  | 2019年1月21日  | 『BiSH』がギャルに！「メンタルがギャル」                         | ギャル体験               | チッチ・モモコ ハシヤスメ・リンリン         | eggモデル(綺麗・ぴと・もも) |
| 8  | 2019年1月28日  | 『BiSH』がギャルに！「私、実は苦手です！」                       | ギャル体験               | チッチ・モモコ ハシヤスメ・リンリン         | eggモデル(綺麗・ぴと・もも) |
| 9  | 2019年2月4日   | 『BiSH』がサバイバル体験！「大人の本気の野生心！」               | サバイバル体験           | チッチ・モモコ・ハシヤスメ リンリン・アユニ | ランボー土田                |
| 10 | 2019年2月11日  | 『BiSH』×サバイバル術！「自然って、美味い！」                    | サバイバル体験           | チッチ・モモコ・ハシヤスメ リンリン・アユニ | ランボー土田                |
| 11 | 2019年2月18日  | 『BiSH』がTikTok初体験！「全力BiSHはじめるよ！」                 | TikTok体験               | 全員                                        | 流那・こたつ                |
| 12 | 2019年2月25日  | 『BiSH』がTikTok初体験！「妥協を許さないと決めた日」             | TikTok体験               | 全員                                        | 流那・こたつ                |
| 13 | 2019年3月4日   | 『BiSH』がメイドに！「草刈ってた方がいい…」                      | 秋葉原メイドカフェ体験   | アイナ・モモコ・アユニ                      |                             |
| 14 | 2019年3月11日  | 『BiSH』がコスプレで大変身！「新しい自分に会えた」               | 秋葉原コスプレ体験       | アイナ・モモコ・アユニ                      | 五木あきら                  |
| 15 | 2019年3月18日  | 『BiSH』のキレッキレな蔵出し！「メンバーが選んだ未公開SP！」     | 未公開SP                 |                                             |                             |
| 16 | 2019年3月25日  | 『BiSH』×楽曲作り！「個性ありすぎる集団！」                      | オリジナル楽曲作りに挑戦 | 全員                                        | 松隈ケンタ・渡辺淳之介      |

## スタッフ
- プロデューサー：北口 拓也・中瀬 雄貴
- 制作：Yahoo! JAPAN